# Morro Redondo
Morro Redondo é um município brasileiro do estado do Rio Grande do Sul. Seu nome vem do fato de haver um morro situado na zona urbana da cidade cujo aspecto apresenta-se arredondado.

## História
Na década de 80 a luta pela conquista da emancipação da cidade de Pelotas contou com o apoio de toda a comunidade, onde suas principais metas eram melhores condições de trabalho e saneamento básico adequado. Em Abril de 1988, realizou-se o plebiscito para apurar a decisão da comunidade sobre a proposta de emancipação política do Município. De acordo com a lei n° 8.633 sancionada pelo então Governador Pedro Simon, aos 12 dias do mês de Maio de 1988, Morro Redondo conquistou sua emancipação política, deixando de ser o 8° distrito do Município de Pelotas.
A primeira eleição municipal para o poder legislativo e executivo deu-se no dia 15 de novembro de 1988 , quando foram eleitos Valdino Krause e Antônio Carlos Bandeira para ocuparem os cargos de prefeito e vice-prefeito, respectivamente; as nove cadeiras dispostas na Câmara Municipal foram ocupadas por Claudio Antônio Mello da Silva, Iloni Tavares, José Ronaldo da Silva Amaral, Jair Nizolli dos Santos, Leny Esteves Waltzer, Paulo Gilberto Costa Gomes, Rui Valdir Otto Brizolara, Willi Becker e Zilda Demari Boteselle. A posse dos eleitos deu-se em 1 de janeiro de 1989.

## Geografia
Localiza-se a uma latitude 31º35'18" sul e a uma longitude 52º37'55" oeste, estando a uma altitude de 245 metros.
Possui uma área de 247,14 km² e sua população estimada em 2004 era de 5 961 habitantes.

### Demografia
A principal emigração ocorrida no município foi a vinda de portugueses, oriundos principalmente do arquipélago de Açores, juntamente com a de alemães (a maioria de pomeranos). Outra etnia a ser levada em conta é a de italianos (a maioria de Vêneto).
Quanto à religião, a maioria dos habitantes (principalmente entre a população de origem alemã) é Luterana pertencentes às três denominações: Igreja Evangélica de Confissão Luterana no Brasil, Igreja Evangélica Luterana do Brasil e Igreja Evangélica Luterana Independente; seguida da igreja Católica Romana.

### Clima, relevo e vegetação

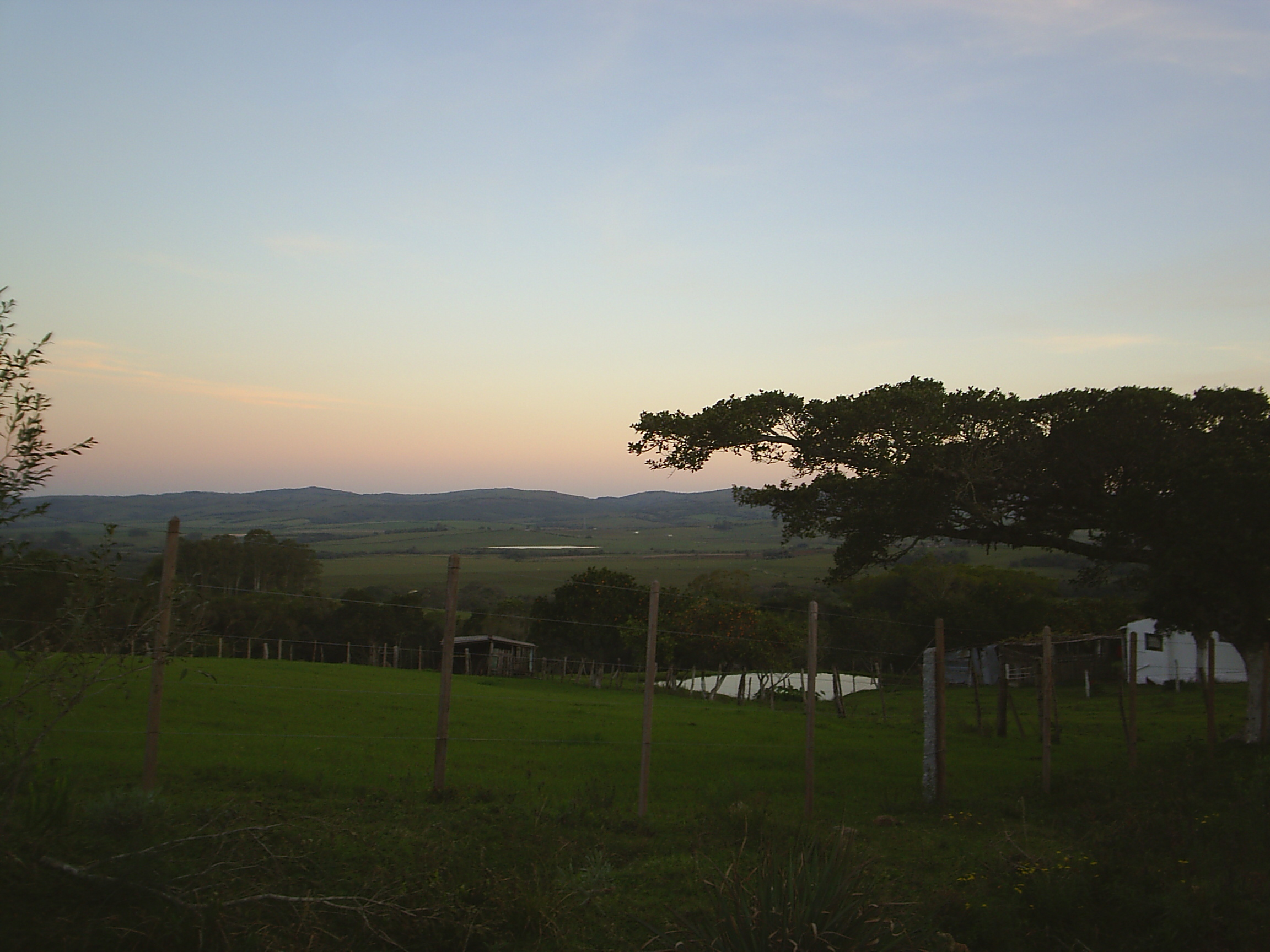
Anoitecer na Colônia Sacramento.

Grande parte da área municipal de Morro Redondo se situa acima dos 200 metros ao nível do mar. Originalmente, a maior parte da área de Morro Redondo era composta por bosques nativos (floresta estacional semidecidual), reduzidos pela ocupação humana a pequenas manchas, registrando-se a ocorrência de açoita-cavalo, aroeira, pitangueira, butiazeiro, canela preta, jerivá e araucária. Além dos campos, com vegetação rasteira e herbácea (pampas), o florestamento também se faz presente por meio de espécies exóticas (eucaliptos, pinhos, ciprestes, acácias e plátanos). Morro Redondo está a cerca de 35 km de distância de Pelotas, município do qual se emancipou, em 1988.
O clima de Morro Redondo é subtropical ou temperado, com invernos relativamente frios, geadas ocasionais (com uma média de 20 por ano) e ocorrência de nevoeiros, verões moderados e precipitações regularmente distribuidas durante o ano. A queda de neve é muito rara, mas foi registrada em algumas ocasiões. A última vez em que ocorreu esse fenômeno foi em 4 de setembro de 2006. O mês mais quente é janeiro, com temperatura média de 21,7 °C, e o mês mais frio é julho, com média de 11,7 °C. O mês mais chuvoso é fevereiro, com 150mm de precipitação. A temperatura média anual da cidade é de 16,7 °C e a precipitação média anual é de 1400 mm.

## Esquema Geral de Informações Diversas[5]
Data da Criação: 12/05/1988

PIB:
2008
Municipal	50.818.000,95	 
per capta	8.508,62	 
Municípios Limítrofes: Capão do Leão, Canguçu, Cerrito e Pelotas.
Distância de Morro Redondo à:
- Porto Alegre	289 km
- Pelotas	38 km
- Canguçu	28 km
- Capão do Leão	31 km
- Cerrito	53 km

Localidades do Município: 15
- Colônia Açoita Cavalo
- Colônia Cerro da Buena
- Colônia Reserva
- Colônia Afonso Pena
- Colônia Colorado
- Colônia Rincão da Caneleira
- Colônia Cachoeira
- Colônia Santo Amor
- Colônia Santa Bernardina
- Colônia Campestre
- Colônia São Domingos
- Colônia São Pedro
- Colônia Capela da Buena
- Colônia Palha Branca
- Colônia Passo do Valdez

Potencialidades Locais: 
- disponibilidade de mão-de-obra qualificada e semi qualificada; 
- cultura associativa de produção; 
- estrutura fundiária própria para agricultura de abastecimento regional; 
- proximidade ao eixo econômico Pelotas / Rio Grande; 
- proximidade a 4 universidades, CEFET e Embrapa; 
- acesso pela BR 392 a Pelotas, POA e Super Porto de Rio Grande; 
- distrito industrial em fase de implantação; 
- topografia e clima de região serrana, propícios para o turismo.
Estabelecimentos de Saúde: 4
Postos de Saúde 3
Hospitais 1
Estabelecimentos de Ensino: 10
Estabelecimentos Comerciais e Empresariais: 141
- Abatedouro de Aves	1
- Farmácias	4
- Açougues	5
- Fábrica de Carrocerias	1
- Agropecuárias	3
- Funerária	1
- Armazéns e Minimercados	 38
- Indústria de Benf. de Fumo	 1
- Artigos de Bazar	 7
- Indústrias de Conservas	 5
- Artigos Esportivos	 1
- Livrarias e Papelarias	 2
- Atac. e Comércio de Cereais	 2
- Madeireiras	 1
- Bares e Restaurantes	 9
- Materiais de Construção	 7
- Calçados e Vestuário	 6
- Padarias	 4
- Comércio de Esquadrias	 2
- Peças e Asses. Informática	 1
- Comércio de Gás	 7
- Peças e Asses. Motocicletas	 2
- Com. de Móveis e Eletro.	 5
- Postos de Combustível	 2
- Com. de Peças Automotivas	 3
- Revenda de Celulares	 1
- Com. de Produtos Coloniais	 5
- Supermercados	 3
- Consultórios Dentários	 2
- Trailers	 5
- Eletrônicas, Eletromecânicos	 3
- Óticas	 1
- Escritório de advocacia	 1

## Educação
O município conta com 10 escolas, a saber :
- ESC MUN ENS FUN ALBERTO CUNHA Endereço	RUA DAS AZALEIAS 25
- ESC MUN ENS FUN DR VITOR RUSSOMANO Endereço	 ROD BR 392 PELOTASCANGUCUST AM SN
- ESC MUN ENS FUN PADRE BUCKER Endereço	 COL SANTA BERNARDINA SN
- ESC MUN ENS FUN JOSE PINTO MARTINS Endereço	 ACOITA CAVALO SN
- ESC MUN ENS FUN CONDE DE AFONSO CELSO Endereço	 COLONIA RESERVA SN
- ESC MUN ENS FUN BARAO DO RIO BRANCO Endereço	ESTR DO COLORADO SN
- ESC MUN ENS FUN PROFESSORA MARIA LUIZA OLIVEIRA Endereço	 COL SAO DOMINGOS SN 2 DISTRITO
- ESC MUN ENS FUN PROFESSOR ALBERTO RODRIGUES Endereço	 COLONIA RESERVA SN
- ESC DE ED INFAN DARCI ADAM Endereço	RUA DO SALSO 9
- COL ESTADUAL NOSSO SENHOR DO BONFIM Endereço	RUA DOS PINUS SN